# Surt
Pour la lune de Saturne, voir Surtur (lune).
Surt (en vieux norrois : Surtr), également connu sous le nom de Surtur, est une divinité nordique (jötunn).
Il est le géant du feu dévastateur.
Son nom est dérivé du mot Svartr (en français : noir). Menaçant constamment l’équilibre de l’Univers, il réside dans Muspellheim, région chaude et lumineuse, dont il est le gardien.

## Biographie
Au soir du « Destin des Puissances » (Ragnarök), avec les forces provenant du monde des géants (Jötunheim ou Iotunheimar) et de l’enfer de Helheim, Surt doit emmener les fils de Muspell à l’assaut du royaume des dieux Ases. Surgissant du ciel déchiré par les cataclysmes qui secouent l’Univers, précédé et suivi d’un feu dévorant, Surt est armé de Surtalogi, une épée ardente et flamboyante qui « brille plus intensément que le soleil », selon les termes du chroniqueur Snorri Sturluson dans l’Edda en prose.
Avec les cavaliers de Muspell, Surt chevauche sur le pont Bifröst, qui s’écroule sous le poids, et se dirige vers la plaine de Vígríd : c’est sur ce vaste champ de bataille, qui s’étend sur cent lieues dans toutes les directions, que va se dérouler la fin du monde lors d'un ultime combat avec les dieux. Surt y affronte Freyr, lequel, démuni de son épée magique, qu’il a donnée à Skírnir, est tué.
Tandis que tombent aussi Odin, Thor et Týr, et qu’Heimdall et Loki s’entretuent, Surt déclenche un gigantesque incendie qui embrase et détruit la terre entière. La Völuspá (l’Edda poétique) le décrit ainsi :

« Le soleil s’obscurcira,
La terre sombrera dans la mer,
Les étoiles resplendissantes
Disparaîtront du ciel.
La fumée tourbillonnera,
Le feu rugira,
Les hautes flammes
Danseront jusqu’au ciel. »

Lorsque s’éteint l’incendie prodigieux, le monde sombre dans les ténèbres, pour renaître ensuite des flots, nimbé d’une lumière nouvelle. Seuls deux dieux auront survécu, garant de la mémoire du monde, et deux humains, qui fonderont la nouvelle humanité.

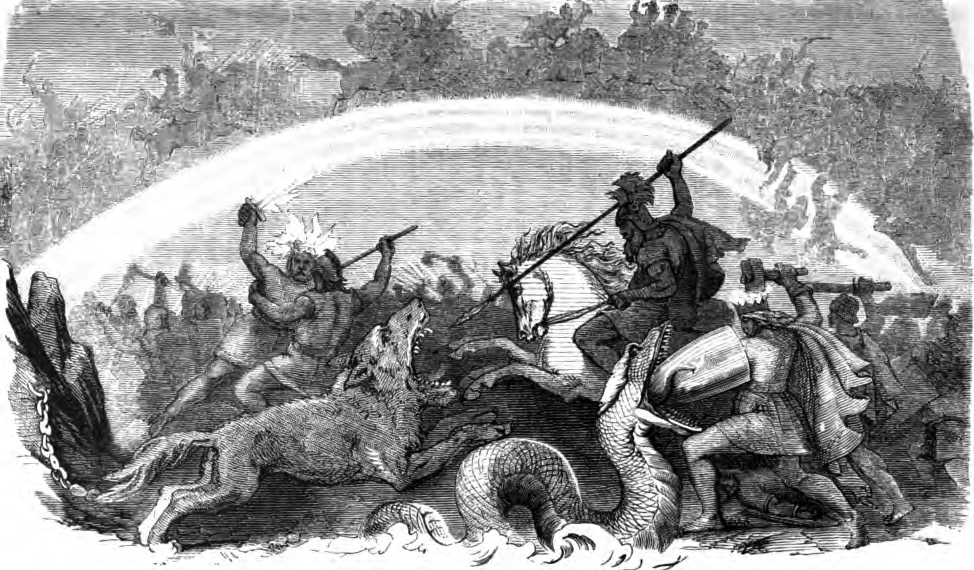
Bataille des dieux maudits, par Friedrich Wilhelm Heine (1882)
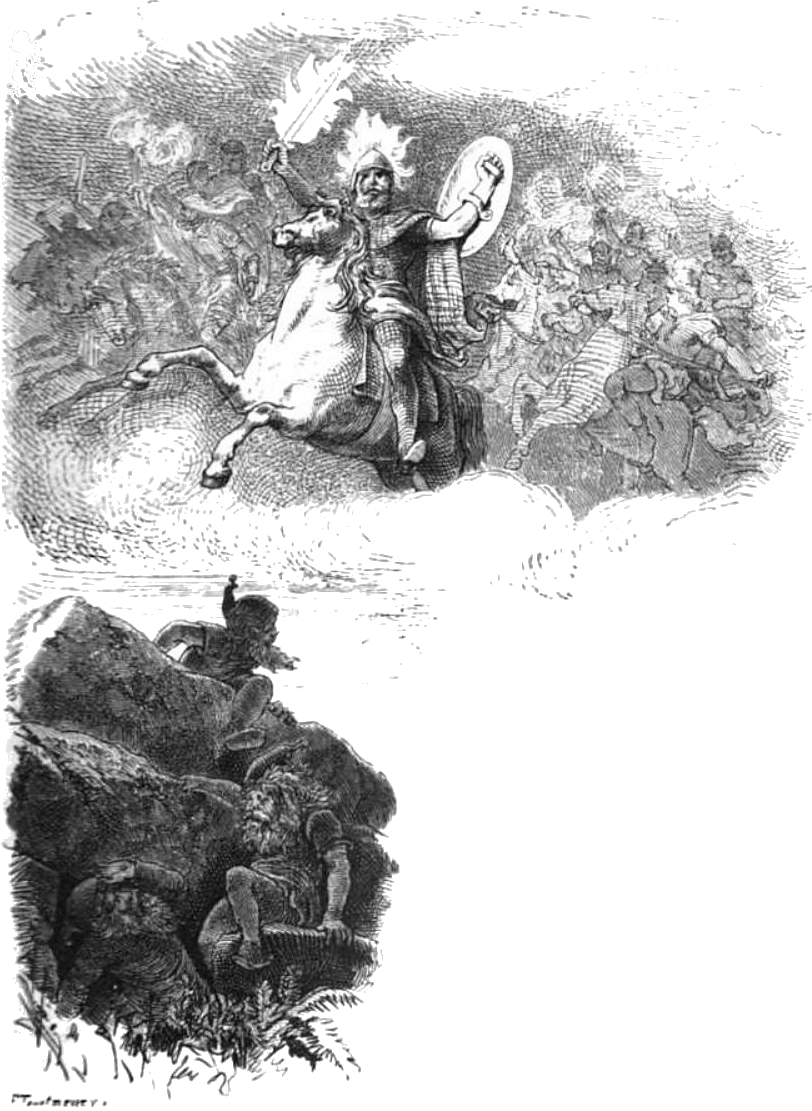
Surt avec l'Épée de Freyr, par Wilhelm Engelhard, 1882.
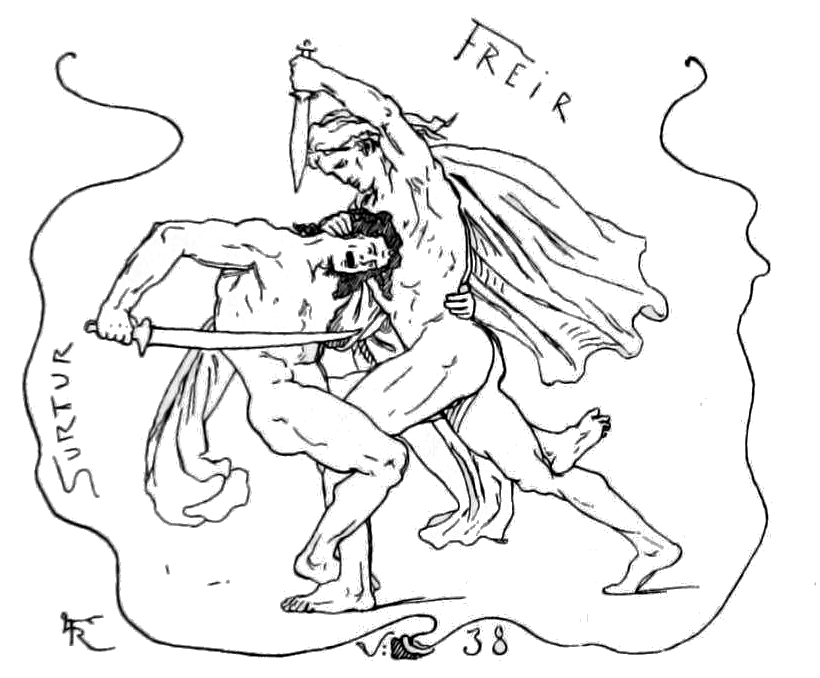
Combat entre Surt et Freyr au Ragnarök, par Lorenz Frølich (1895)

## Liens avec d'autres mythologies
Il est considéré comme l'équivalent scandinave du dieu romain Vulcain et du dieu grec Héphaïstos.

## Famille

### Mariage et enfants
D'une union avec Sinmora (en), il eut :
- Glaur (es)